# 里奇菲爾德 (內布拉斯加州)
里奇菲爾德（英語：Richfield）是位於美國內布拉斯加州薩皮縣的普查規定居民點。

## 歷史
里奇菲爾德的郵局於1890年設立，其後於1998年停運。

## 人口
根據2020年美國人口普查的數據，里奇菲爾德的面積為3.91平方千米，皆為陸地。當地共有人口43人，而人口密度為每平方千米11人。